# Erling Wikborg

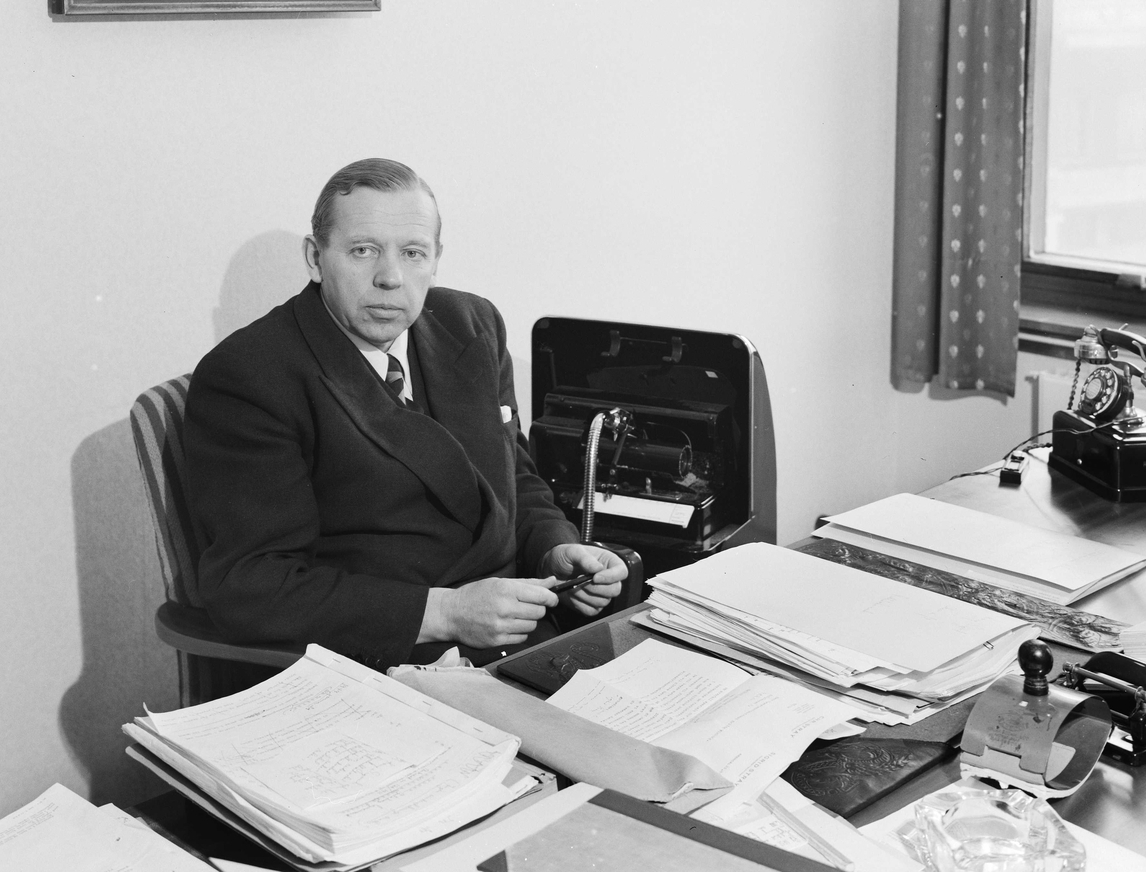
Erling Wikborg

Erling Wikborg (* 5. November 1894 in Drammen, Buskerud; † 6. April 1992 in Oslo) war ein norwegischer Politiker der Kristelig Folkeparti (KrF), der zwischen August und September 1963 kurzzeitig Außenminister Norwegens war.

## Leben

### Rechtsanwalt und Tätigkeiten in der Privatwirtschaft
Wikborg, Sohn eines Havariekommissars, begann nach dem Schulbesuch 1913 ein Studium der Rechtswissenschaften, das er 1919 als Cand. jur. abschloss. Im Anschluss war er als Rechtsanwalt tätig und erhielt 1922 auch eine anwaltliche Zulassung für das Norges Høyesterett, das Oberste Gericht Norwegens. Nachdem er zwischenzeitlich zwischen 1922 und 1923 ein postgraduales Studium in den Fächern Völkerrecht und Seerecht an Universitäten in Frankreich und Großbritannien absolviert hatte, gründete er nach seiner Rückkehr nach Norwegen 1923 eine eigene Anwaltskanzlei in Oslo. Neben seiner anwaltlichen Tätigkeit war er von 1937 bis 1940 auch Prüfer bei juristischen Staatsexamen.
Ende der 1930er Jahre übernahm er auch mehrere Funktionen in der Privatwirtschaft und war von 1938 bis 1990 Vorstandsmitglied von A/S Solplassen und von 1938 bis 1976 des Versicherers A/S Vega sowie zwischen 1940 und 1984 Vorstandsmitglied des seiner Familie gehörenden Versicherungs- und Maklerunternehmens Wikborg Sons A/S.

### Vorsitzender der KrF und Außenminister
Nach dem Ende der deutschen Besatzung wurde er im Dezember 1945 als Kandidat der Kristelig Folkeparti erstmals zum Abgeordneten in das Storting gewählt und vertrat dort zunächst bis Januar 1949 den Wahlkreis Akershus. Zugleich war er während dieser Zeit stellvertretender Vorsitzender der Fraktion der KrF.
Nachdem er 1947 Mitglied des Programmausschusses seiner Partei war, wurde er 1951 als Nachfolger von Nils Lavik Vorsitzender der Kristelig Folkeparti, und übte das Amt des Parteivorsitzenden bis zu seiner Ablösung durch Einar Hareide 1955 aus. In dieser Zeit war er zudem Mitglied des Arbeitsausschusses der KrF.
Außerdem war Wikborg von 1953 bis 1957 auch Vorstandsvorsitzender der Unternehmen A/S Svendsensgate 3 og 5 und A/S Shellgården Boligselskap.
Zwischen Januar 1954 und September 1961 war er abermals Mitglied des Storting für den Wahlkreis Oslo gewählt und zugleich Vorsitzender der Fraktion der Kristelig Folkeparti.
Während seiner Parlamentszugehörigkeit war er zeitweise Delegierter oder stellvertretender Delegierter bei der Generalversammlung der Vereinten Nationen, Vertreter bei der Interparlamentarischen Union (IPU) und beim Nordischen Rat. Darüber hinaus war er im Storting mehrmals Mitglied im Sozialausschuss (Stortingets Sosialkomité), Ausschuss für Auswärtige Angelegenheiten und Verfassung (Stortingets Utenriks- og konstitusjonskomité) und im Wahlausschuss (Stortingets Valgkomité). Außerdem war er zwischen 1955 und 1962 Mitglied des Staatlichen Atomenergierates.
Am 28. August 1963 wurde er von Ministerpräsident John Lyng als Außenminister in dessen bürgerliche Minderheitsregierung berufen. Dieser aus Høyre, Kristeligt Folkeparti, Senterpartiet und Venstre gebildeten Regierung Lyngs gehörte er bis zur Ablösung durch die vierte Regierung von Ministerpräsident Einar Gerhardsen von der Arbeiderpartiet nur einen Monat später am 25. September 1963 an.
Wikborg war ferner 1965 sowie erneut zwischen 1967 und 1970 Mitglied des Norwegischen Nobelkomitee.

## Veröffentlichungen
Wikborg, der ein anerkannter Fachmann im Versicherungsrecht Norwegens war, veröffentlichte außerdem Bücher und Aufsätze zu dieser Thematik wie:
- Hovedassurandørens rettslige stilling
- Forsikringsagentens rettslige stilling, In: Norsk forsikringsjuridisk forenings publikasjoner, Oslo 1939